# Alfonso Fernández de Córdoba
Alfonso Fernández de Córdoba (* 15. Jahrhundert; † 15. oder 16. Jahrhundert; aktiv zwischen 1477 und 1485) war ein spanisch-jüdischer Goldschmied und Buchdrucker der Renaissance.

## Leben und Werk
1474 druckte Alfonso Fernández zusammen mit Lambert Palmart auf Kosten von Philipp Vitzlant in Valencia die valencianisch-katalanische Volksbibelübersetzung von Bonifatius Ferrer. Von dieser Bibel ist nur das letzte Blatt mit dem Kolophon erhalten. 1482 musste Alfonso Fernández nach Murcia fliehen, da er als Jude von der Inquisition mit einer Todesstrafe belegt wurde. In Murcia gab er mit seinem Bruder Bartolomé das Breviarium Carthaginense heraus. Zwischen 1483 und 1485 ist er jedoch wieder als Drucker in Valencia nachgewiesen. Vermutlich druckte er auch das Manuale Caesaraugustanum (um 1486) in Hijar.